# Зугдидский ботанический сад

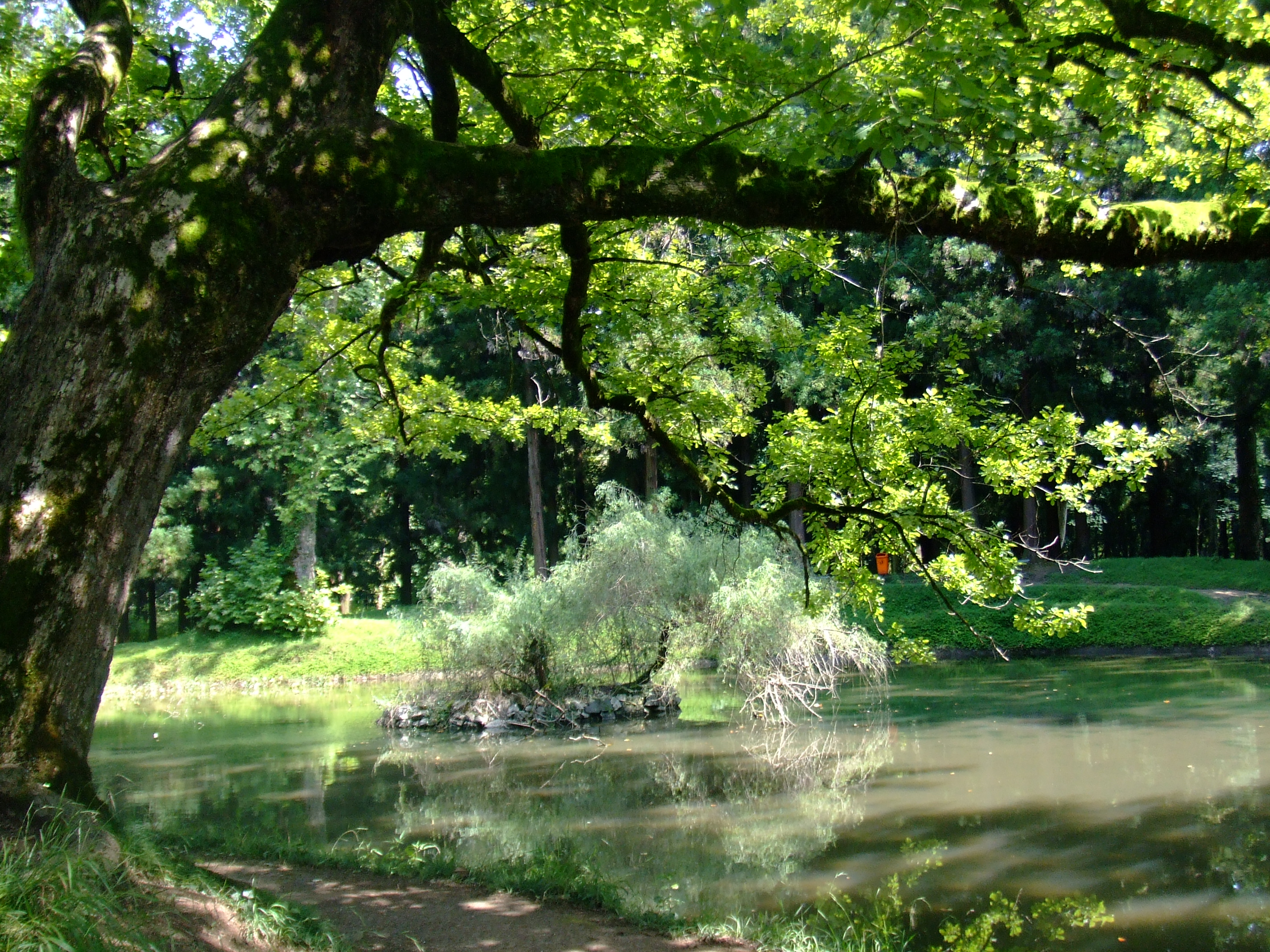
Зугдидский ботанический сад

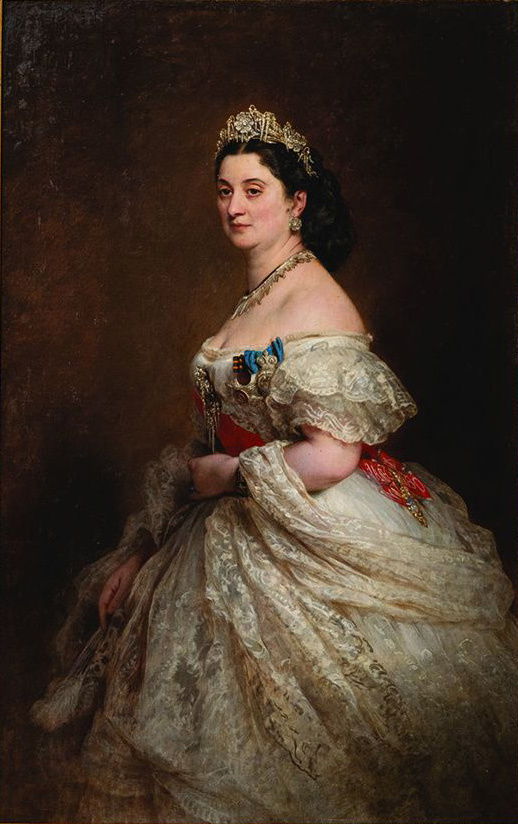
Основательница сада - Екатерина Дадиани

Зугдидский ботанический сад (груз. ზუგდიდის ბოტანიკური ბაღი) - ботанический сад Академии наук Грузии в Зугдиди, Грузия, Мегрелия. Ботанический сад создан на базе сада Дадиани при Дворце Дадиани. Сад получил свой сегодняшний облик при последнем владетели Мегрелии, при Давиде Дадиани. Благодаря своему расположению, Зугдидский сад является одним из лучших мест по изучению субтропических растений.